# ناحیه ۱، شهرستان بنتون، آرکانزاس
ناحیه ۱، شهرستان بنتون، آرکانزاس (به انگلیسی: Township 1) یک منطقهٔ مسکونی در ایالات متحده آمریکا است که در شهرستان بنتون، آرکانزاس واقع شده‌است. ناحیه ۱ ۴۲۰ متر بالاتر از سطح دریا واقع شده‌است.